# Alain Traoré
Pour les articles homonymes, voir Traoré.
Alain Sibiri Traoré, né le 31 décembre 1988 à Bobo-Dioulasso, est un footballeur international burkinabé, qui possède également la nationalité française. Il évolue actuellement au poste de milieu de terrain au Sporting Club de Gagnoa en deuxième division en Côte d’Ivoire
Sibiri est connu pour sa frappe de balle et pour la précision de son pied gauche. Il est capable de marquer de nombreux buts notamment sur coup franc.

## Biographie
Alain Traoré est le fils d'Isaï Traoré, ancien footballeur du Burkina Faso, et Aminata Isabelle Traoré, qui a joué pour la sélection nationale féminine. Il est le frère de Bertrand Traoré et le cousin de Lassina Traoré eux aussi footballeurs.
Alain Traoré évolue au centre de formation Planète Champion lorsqu'il est repéré au Burkina Faso par Daniel Rolland, responsable du recrutement de l'AJ Auxerre, lors de la Coupe d'Afrique des nations des moins de 17 ans 2005. Avant de rejoindre l'AJA, il est contacté par Alex Ferguson pour rejoindre Manchester United. Des problèmes administratifs l'empêchent de signer chez les Mancuniens. Ferguson lui propose alors un prêt dans un club belge. Alain Traoré n'est pas enthousiasmé par cette perspective et décide de s'engager avec Auxerre.

### AJ Auxerre
Alain Traoré arrive ainsi au club de l'AJ Auxerre le 2 janvier 2006 où il intègre peu à peu l'équipe première lors du championnat 2006-2007. Les arrivées de Benoît Pedretti et de Moussa N'Diaye comme dernières recrues le propulsent dans l'équipe réserve qui évolue en CFA. Il fait toutefois quelques apparitions dans l'équipe première. Il poursuit alors sa formation entre l'équipe réserve et les U19. C'est avec ces derniers qu'il devient finaliste de la coupe Gambardella en 2007.

#### Prêt au Stade brestois
Le 4 janvier 2009, il est prêté pour 6 mois au Stade brestois en Ligue 2 où il retrouve Gérald Baticle, l'entraîneur avec lequel il a été finaliste de la Coupe Gambardella en 2007. Il participe à quatorze matchs et inscrit trois buts en championnat. Ce prêt dans une Ligue 2 plus physique que technique montre à Alain Traoré que c'est une chance d'évoluer en Ligue 1 et, à son retour de prêt, est un joueur plus collectif que six mois auparavant.
De retour de son prêt, Alain Traoré commence la saison 2010-2011 comme remplaçant au sein de l'équipe première de l'AJ Auxerre. La Ligue des champions et le turn-over qu'elle implique permet de revoir des joueurs qui n'entraient plus dans les plans de l’entraîneur, dont Alain Traoré. Sa première apparition de la saison a d'ailleurs lieu face au Real Madrid lors de la deuxième journée de la Ligue des Champions à la fin septembre 2010 au stade de l'Abbé-Deschamps. Il entre en cours de jeu et est tout près d'ouvrir le score sur un but contre son camp à la suite d'un centre détourné par Pepe. Au match suivant en championnat, en déplacement à l'AC Arles-Avignon, Alain Traoré est titulaire pour récompenser sa bonne rentrée face au Real Madrid et il marque son premier but avec l'AJ Auxerre. Dans les deux mois qui suivent, Alain Traoré marque ses deuxième et troisième buts pour l'AJ Auxerre face au Toulouse FC et au Montpellier HSC. 
La veille de marquer son troisième but sous les couleurs de l'AJ Auxerre, il prolonge son contrat de trois ans jusqu'en juin 2014 (il arrivait à terme en juin 2011). Début septembre, il marque lors d'un match contre la Guinée équatoriale en mical (victoire 1 à 0 du Burkina Faso). Ce même jour, le Burkina Faso apprend qu'il s'est qualifié pour la Coupe d'Afrique des nations qui se déroule en janvier 2012 au Gabon et en Guinée équatoriale. Au début du mois d'octobre, il prolonge son contrat avec l'AJ Auxerre jusqu'en juin 2015.
Le 26 septembre 2011, lors d'un match du championnat contre le FC Sochaux-Montbéliard, il reçoit un carton jaune pour un geste maladroit sur Marvin Martin. Il passe en commission de discipline le 22 octobre 2011 à la suite d'un rapport complémentaire de l'arbitre à la fin du match. La commission lui inflige deux matchs de suspension ferme (contre le SM Caen en coupe de la Ligue et contre Évian Thonon Gaillard FC en championnat), plus un match avec sursis.
Après un très bon début de saison, Alain Traoré affirme rester lucide sur ses performances grâce aux conseils de ses deux « grands frères » : Olivier Sorin et Adama Coulibaly, mais ceci n'empêche pas la descente de l'AJ Auxerre en Ligue 2 à l'issue du Championnat 2011-2012. Alain Traoré aura fait sa dernière apparition et inscrit son dernier but sous les couleurs de l'AJ Auxerre le 17 juillet 2012 à Decize face au Clermont Foot Auvergne 63 (victoire 4-0 de l'AJ Auxerre) lors d'un match de préparation pour la saison 2012-2013.

### Départ au FC Lorient
Pour équilibrer un budget en baisse, le club ajaïste doit se séparer de certains de ses joueurs. C'est la raison pour laquelle Alain Traoré est transféré au FC Lorient le 21 juillet 2012 pour un contrat de 4 ans (jusqu'en juin 2016). Comme l'année précédente avec l'AJA, le début de saison d'Alain Traoré est tonitruant. Il permet notamment à son équipe de remporter le deuxième succès de son histoire en terre rennaise grâce, tout d'abord, à une frappe enroulée du gauche sans contrôle des 25 mètres qui termine dans la lucarne de Benoît Costil puis sur un coup franc à 35 mètres, son extérieur du pied gauche trouvant une nouvelle fois la lucarne du but adverse.
Pendant la phase de qualification à la CAN 2013, il réalise un doublé face à la République centrafricaine lors du match retour à Ouagadougou (18e et 90e minutes). Le Burkina se qualifie alors pour la phase finale de la compétition. Durant cette CAN 2013 en Afrique du Sud, Alain Traoré est le principal artisan de la qualification en quart de finale des Étalons du Burkina. Lors du premier match face au Nigeria, il entre en jeu à la 65e minute et inscrit le but égalisateur dans les arrêts de jeu (94e minute). Au second match, face à l'Éthiopie, il est titulaire et réalise un doublé (34e et 74e minutes). Malheureusement, pendant le dernier match du premier tour face à la Zambie, tenante du titre, il se blesse et doit sortir sur civière. La suite de sa participation à la compétition semble alors compromise. Le verdict tombe le lendemain du match. Blessé à la cuisse gauche, il restera éloigné des terrains pour deux mois. Petite consolation pour le joueur, il quitte la CAN avec le titre de meilleur buteur du premier tour de la compétition. Pour la finale de la compétition, atteinte par son pays, Alain Traoré fait symboliquement partie de la feuille de match et s'assoit sur le banc des remplaçants pour soutenir ses coéquipiers.

#### Prêt à l'AS Monaco
En manque de temps de jeu, il est prêté avec option d'achat à l'AS Monaco le 31 janvier 2015. Il fait sa première apparition sous le maillot monégasque en demi-finale de Coupe de la Ligue face au Sporting Club de Bastia (0-0, défaite 6 tàb à 7) avant de connaitre sa première titularisation de la saison 2014-2015 face au Paris Saint-Germain en quart de finale de la Coupe de France (défaite 2-0). Il retrouve le championnat en entrant en jeu lors de la 33e journée le 18 avril 2015, sa dernière apparition y remontait au 24 septembre 2014 avec Lorient. Au terme de son prêt, il n'aura porté qu'à quatre reprises le maillot monégasque, il n'est alors pas conservé par le club de la principauté.
S'il entre en jeu dès la première journée de la saison 2015-2016, il doit attendre le 23 janvier 2016 pour porter de nouveau le maillot tango en championnat. Lors de ce mois de janvier, il dispute 3 matchs, soit autant que sur toute sa première partie de saison. Il est mis à l'essai par le Krylia Sovetov en février, qu'il ne rejoindra finalement pas.

### Kayserispor
Le 7 août 2016, il rallie la Turquie et Kayserispor où il paraphe un contrat de deux ans. Arrivé en compagnie de Jean-Armel Kana-Biyik, il retrouve également d'autres anciens de Ligue 1 : Ali Ahamada, Samba Sow ou encore Larrys Mabiala. Il participe à son premier match de Süper Lig le 10 septembre lors de la réception de Galatasaray, rentrant pour les 4 dernières minutes (1-1). Enchainant bouts de matchs et titularisations ponctuelles, il inscrit son premier but sous ses nouvelles couleurs le 27 octobre en Coupe de Turquie. À la suite d'un coup franc indirect, il décroche une frappe de près de 30 mètres et offre la qualification 1 à 0 au sien face à Bucaspor. Sa dernière réalisation en équipe première remontait alors au 26 avril 2014.

### Berkane
En août 2018, libre de tout contrat après un passage à Al-Markhiya (Qatar), Alain Traoré signe à Berkane (Division 1 marocaine).

## Statistiques

### Statistiques en club
| Saison                | Club                  | Championnat           | Championnat | Championnat | Coupe nationale | Coupe nationale | Coupe de la Ligue | Coupe de la Ligue | Compétition(s) continentale(s) | Compétition(s) continentale(s) | Compétition(s) continentale(s) | Burkina Faso | Burkina Faso | Total | Total |
| Saison                | Club                  | Division              | M.          | B.          | M.              | B.              | M.                | B.                | Comp.                          | M.                             | B.                             | M.           | B.           | M.    | B.    |
| 2004-2005             | Planète Champion      | -                     | 19          | 7           | -               | -               | -                 | -                 | -                              | -                              | -                              | -            | -            | 19    | 7     |
| 2005-2006             | AJ Auxerre            | Ligue 1               | -           | -           | -               | -               | -                 | -                 | C3                             | -                              | -                              | -            | -            | 0     | 0     |
| 2006-2007             | AJ Auxerre            | Ligue 1               | 4           | 0           | -               | -               | -                 | -                 | CI+C3                          | 2+2                            | 1+0                            | 4            | 0            | 12    | 1     |
| 2007-2008             | AJ Auxerre            | Ligue 1               | 1           | 0           | -               | -               | -                 | -                 | -                              | -                              | -                              | 2            | 1            | 3     | 1     |
| 2008-2009             | AJ Auxerre            | Ligue 1               | 3           | 0           | -               | -               | -                 | -                 | -                              | -                              | -                              | -            | -            | 3     | 0     |
| 2009-2010             | AJ Auxerre            | Ligue 1               | 1           | 0           | -               | -               | -                 | -                 | -                              | -                              | -                              | 2            | 0            | 3     | 0     |
| 2010-2011             | AJ Auxerre            | Ligue 1               | 20          | 5           | 1               | 0               | 1                 | 0                 | C1                             | 3                              | 0                              | 5            | 6            | 30    | 11    |
| 2011-2012             | AJ Auxerre            | Ligue 1               | 27          | 9           | -               | -               | -                 | -                 | -                              | -                              | -                              | 8            | 2            | 35    | 11    |
| Sous-total            | Sous-total            | Sous-total            | 56          | 14          | 1               | 0               | 1                 | 0                 | -                              | 7                              | 1                              | 21           | 9            | 86    | 24    |
| 2008-2009             | Stade brestois (prêt) | Ligue 2               | 14          | 3           | 1               | 0               | -                 | -                 | -                              | -                              | -                              | 3            | 1            | 18    | 4     |
| 2012-2013             | FC Lorient            | Ligue 1               | 14          | 6           | -               | -               | -                 | -                 | -                              | -                              | -                              | 5            | 5            | 19    | 11    |
| 2013-2014             | FC Lorient            | Ligue 1               | 21          | 2           | 1               | 0               | -                 | -                 | -                              | -                              | -                              | 2            | 1            | 24    | 3     |
| 2014-2015             | FC Lorient            | Ligue 1               | 3           | 0           | -               | -               | 1                 | 0                 | -                              | -                              | -                              | 6            | 2            | 10    | 2     |
| 2015-2016             | FC Lorient            | Ligue 1               | 3           | 0           | 1               | 0               | 3                 | 0                 | -                              | -                              | -                              | 4            | 1            | 11    | 1     |
| Sous-total            | Sous-total            | Sous-total            | 41          | 8           | 2               | 0               | 4                 | 0                 | -                              | -                              | -                              | 17           | 9            | 64    | 17    |
| 2014-2015             | AS Monaco (prêt)      | Ligue 1               | 1           | 0           | 2               | 0               | 1                 | 0                 | C1                             | -                              | -                              | -            | -            | 4     | 0     |
| 2016-2017             | Kayserispor           | Süper Lig             | 12          | 0           | 7               | 1               | -                 | -                 | -                              | -                              | -                              | 10           | 1            | 29    | 2     |
| 2017-2018             | Al-Markhiya           | Stars League          | 13          | 1           | -               | -               | -                 | -                 | -                              | -                              | -                              | 4            | 1            | 17    | 2     |
| 2017-2018             | RS Berkane            | Botola Pro            | -           | -           | 1               | 0               | -                 | -                 | CC                             | 4                              | 3                              | -            | -            | 5     | 3     |
| 2018-2019             | RS Berkane            | Botola Pro            | 13          | 0           | -               | -               | -                 | -                 | CC                             | 9                              | 3                              | 2            | 0            | 24    | 3     |
| 2019-2020             | RS Berkane            | Botola Pro            | 16          | 2           | -               | -               | -                 | -                 | CC                             | 9                              | 4                              | 4            | 0            | 29    | 6     |
| 2020-2021             | RS Berkane            | Botola Pro            | 16          | 2           | 1               | 0               | -                 | -                 | SC+CC                          | 1+6                            | 0                              | 4            | 0            | 28    | 2     |
| Sous-total            | Sous-total            | Sous-total            | 45          | 4           | 2               | 0               | -                 | -                 | -                              | 29                             | 10                             | 10           | 0            | 86    | 14    |
| Total sur la carrière | Total sur la carrière | Total sur la carrière | 201         | 37          | 15              | 1               | 6                 | 0                 | -                              | 36                             | 11                             | 65           | 21           | 323   | 70    |

### Buts en sélection
| Buts en sélection d'Alain Traoré | Buts en sélection d'Alain Traoré | Buts en sélection d'Alain Traoré        | Buts en sélection d'Alain Traoré | Buts en sélection d'Alain Traoré | Buts en sélection d'Alain Traoré | Buts en sélection d'Alain Traoré   |
|                                  | Date                             | Lieu                                    | Adversaire                       | Score                            | Résultat                         | Compétition                        |
| -------------------------------- | -------------------------------- | --------------------------------------- | -------------------------------- | -------------------------------- | -------------------------------- | ---------------------------------- |
| 1                                | 8 septembre 2007                 | Stade Leopold Senghor, Dakar            | Sénégal                          | 1-1                              | 5-1                              | Qualifications CAN 2008            |
| 2                                | 28 mars 2009                     | Stade du 4-Août, Ouagadougou            | Guinée                           | 2-0                              | 4-2                              | Qualifications Coupe du monde 2010 |
| 3                                | 11 août 2010                     | Stade municipal de Senlis, Senlis       | Congo                            | 3-0                              | 3-0                              | Match amical                       |
| 4                                | 6 septembre 2010                 | Stade Pierre-de-Coubertin, Cannes       | Gabon                            | 1-1                              | 1-1                              | Match amical                       |
| 5                                | 26 mars 2011                     | Stade du 4-Août, Ouagadougou            | Namibie                          | 1-0                              | 4-0                              | Qualifications CAN 2012            |
| 6                                | 26 mars 2011                     | Stade du 4-Août, Ouagadougou            | Namibie                          | 2-0                              | 4-0                              | Qualifications CAN 2012            |
| 7                                | 26 mars 2011                     | Stade du 4-Août, Ouagadougou            | Namibie                          | 4-0                              | 4-0                              | Qualifications CAN 2012            |
| 8                                | 4 juin 2011                      | Independence Stadium, Windhoek          | Namibie                          | 0-3                              | 1-4                              | Qualifications CAN 2012            |
| 9                                | 3 septembre 2011                 | Stade Sangoulé Lamizana, Bobo Dioulasso | Guinée équatoriale               | 1-0                              | 1-0                              | Match amical                       |
| 10                               | 22 janvier 2012                  | Nuevo Estadio de Malabo, Malabo         | Angola                           | 1-1                              | 1-2                              | CAN 2012                           |
| 11                               | 14 octobre 2012                  | Stade du 4-Août, Ouagadougou            | Centrafrique                     | 1-1                              | 3-1                              | Qualifications CAN 2013            |
| 12                               | 14 octobre 2012                  | Stade du 4-Août, Ouagadougou            | Centrafrique                     | 3-1                              | 3-1                              | Qualifications CAN 2013            |
| 13                               | 21 janvier 2013                  | Stade Mbombela, Nelspruit               | Nigeria                          | 1-1                              | 1-1                              | CAN 2013                           |
| 14                               | 25 janvier 2013                  | Stade Mbombela, Nelspruit               | Éthiopie                         | 1-0                              | 4-0                              | CAN 2013                           |
| 15                               | 25 janvier 2013                  | Stade Mbombela, Nelspruit               | Éthiopie                         | 2-0                              | 4-0                              | CAN 2013                           |
| 16                               | 5 mars 2014                      | Stade Francis-Turcan, Martigues         | Comores                          | 1-0                              | 1-1                              | Match amical                       |
| 17                               | 10 janvier 2015                  | Stade Mbombela, Nelspruit               | Eswatini                         | 1-1                              | 5-1                              | Match amical                       |

## Palmarès

### En club
- Renaissance sportive de Berkane
  - Coupe de la confédération : 2022
  - Finaliste de la Supercoupe de la CAF : 2021

### En sélection nationale
- Burkina Faso
  - Coupe d'Afrique des nations :
    - Finaliste : 2013
    - Troisième : 2017

### Distinctions individuelles
Le 12 février 2013, il est fait officier de l'ordre national burkinabé grâce aux résultats obtenus par l'équipe du Burkina Faso lors de la CAN 2013 en Afrique du Sud.